# 中國工程機械總公司
中國工程機械總公司，中國機械工業集團有限公司旗下公司，是在2005年被中國機械工業集團有限公司重組成立，主要業務工程机械产品的研发设计、工程机械产品的生产制造、工程机械产品的销售、国际工程项目承包等。旗下上市公司是鼎盛天工（600335.SS）。
至於總經理為李鹤鹏。